# 교향곡 9번 (말러)
《교향곡 9번》은 구스타프 말러가 1908년에서 1909년 사이에 작곡한 교향곡이다. 말러가 《대지의 노래》에 번호를 붙이지 않기 때문에 실제로 이 교향곡을 10번째 교향곡이라고 부르기도 한다. 말러 생전에 작곡한 마지막 교향곡이다. 대체적으로 75분에서 90분 사이로 연주된다. 
이 교향곡은 라장조이지만, 교향곡은 프로그레시브 토널리티로 진행된다. 곡의 시작은 라장조이지만 곡의 마지막은 내림라장조로 끝난다.

## 악기편성
플루트4 (4번은 피콜로 겸함), 오보에4 (4번은 잉글리시 호른 겸함), 클라리넷3, E조 클라리넷, 베이스 클라리넷, 바순4 (4번은 콘트라바순을 겸함), 호른4 트럼펫4, 트롬본4, 튜바, 팀파니2, 큰북, 작은북, 심벌즈, 트라이앵글, 탐탐, 튜블러 벨2 (각각 일반과 3m), 글로켄슈필, 하프2, 현5부

## 초연
1912년 6월 26일 빈에서 브루노 발터의 빈 필하모니 관현악단 지휘로 초연되었다. 같은 해 유니버셜 에디션에 의해 첫 출판되었다.
- 네덜란드 초연 : 1918년 5월 2일, 암스테르담, 콘세르트헤바우 관현악단, 지휘 빌헬름 멩겔베르크
- 영국 초연 : 1930년 2월 27일, 맨체스터, 할레 관현악단, 지휘 해밀턴 하티
- 미국 초연 : 1931년 10월 16일, 보스턴, 보스턴 심포니 오케스트라, 지휘 세르게이 쿠세비츠키
- 일본 초연 : 1967년 4월 16일, 도쿄, 모스크바 필하모니 교향악단, 지휘 키릴 콘드라신

## 실내악 편곡
2012년, 클라우스 사이먼이 교향곡을 실내악 연주로 편곡했다. 초연은 2012년 3월 28일 베를린 필하모니 관현악단에서 연주되었다. 또한 유니버셜 에디션에서 동시에 출판되었다.